# معهد العبور العالي للهندسة والتكنولوجيا
انشأ معهد العبور العالي للهندسة والتكنولوجيا بالقرار الوزاري رقم 581 بتاريخ 12/5/1996 والمعهد تابع لجمعية أكاديمية العبور الثقافية المشهرة تحت رقم 4257. ويقع في 31 طريق مصر إسماعيليه الصحراوى

## نظام الدراسة بالمعهد
مقررات المعهد وضعت بواسطة نخبة من أساتذة كليات الهندسة، وتقوم الدراسة بالمعهد على أساس نظام الفصلين الدراسيين. 
الفرقة الأولى عامة لجميع التخصصات ويبدأ التخصص من الفرقة الثانية في إحدى تخصصات المعهد.
ومدة الدراسة بالمعهد 5 سنوات متصلة.

## الدرجات العلمية التي يمنحها المعهد
درجة البكالوريوس في الهندسة لإحدي الشعب التالية :
هندسة الإلكترونيات والاتصالات
و هندسة حاسبات ونظم التحكم
و الهندسة المعمارية 
و الهندسة المدنية (شعبة البناء والتشييد) (شهادة البكالوريوس معادلة من المجلس الاعلي للجامعات للدرجات العلمية التي تمنحها الجامعة المصرية بقرار وزاري رقم 44 بتاريخ 30/7/2001 ويقيد الخريج بنقابة المهندسين).
الرسوم الدراسية تكون (محددة عن طريق وزارة التعليم العالي)

## الأوراق المطلوبة
المؤهل الدراسي-شهادة الميلاد- صورة للبطاقة الشخصية - نموذج 2 جند مستوفي الدمغات (للبنين فقط) - نموذج 6 جند (للبنين فقط) - عدد 6 صور مقاس 4*6 سم حديثة.
http://www.ohie.edu.eg/